# Anna Maria Serafini
Anna Maria Serafini (Piancastagnaio, 4 marzo 1953) è una politica italiana, deputata alla Camera dal 1987 al 2001 e senatrice della Repubblica dal 2006 al 2013, ricoprendo vari incarichi parlamentari.

## Biografia
Nata nel 1953 a Piancastagnaio, in provincia di Siena, si è laureata in filosofia presso la facoltà dell'Università degli studi di Firenze nel 1981, dopo un soggiorno a Berlino di tre anni, con 110 e lode su una tesi dal titolo "Il pensiero teorico di Eduard Bernstein".
Parlamentare dalla X alla XVI legislatura, con l'eccezione della XIV. Comincia a fare politica nella seconda metà degli anni settanta tra le file del Partito Comunista Italiano, diventando dirigente politica come responsabile delle donne comuniste della provincia di Siena, membro della segreteria provinciale e della direzione regionale del PCI.

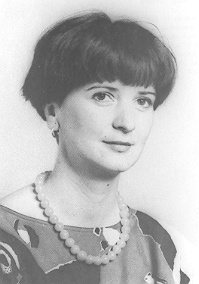
Anna Maria Serafini eletta deputata alla Camera nel 1987

Alle elezioni politiche del 1987 diviene deputata per la prima volta. Dal 4 agosto 1987 al 22 aprile 1992 entra a far parte della 3ª Commissione Affari esteri e comunitari e dal 10 ottobre 1990 al 22 aprile 1992 è anche membro della Commissione Speciale per le Politiche Comunitarie. Confermerà il suo seggio alla Camera anche nel 1992, 1994 e 1996 (in queste tre ultime occasioni la lista collegata alla sua elezione sarà quella del Partito Democratico della Sinistra).
È autrice di leggi a favore dei diritti dei bambini e degli adolescenti tutte approvate all'unanimità. Si tratta della legge contro la pedofilia, la pedopornografica, il turismo sessuale e la prostituzione minorile; della legge per nuove disposizioni sulle adozioni nazionali e internazionali.
Nel 1995 diviene coordinatrice donne dell'Ulivo.
Nel 2002, priva di incarichi parlamentari, fonda la Consulta DS per l'infanzia e l'adolescenza "Gianni Rodari", per l'affermazione di una moderna cultura dell'infanzia e dell'adolescenza, radicata in tutto il territorio nazionale e aperta a competenze e ad organizzazioni esterne. Ne ricopre l'incarico di responsabile nazionale.
Nel giugno 2005 è stata prima firmataria della proposta di legge di iniziativa popolare "Zerosei" per il diritto delle bambine e dei bambini all'educazione e all'istruzione dalla nascita fino a sei anni, presentata alla Camera dopo aver raccolto 200.000 firme.
Alle elezioni politiche del 2006 è stata eletta al Senato della Repubblica per la circoscrizione Veneto. Nella XV legislatura, oltre ad essere componente della 12ª Commissione permanente Igiene e Sanità, viene eletta ad ottobre 2006 presidente della Commissione parlamentare per l'infanzia e rimane in carica fino alla fine della legislatura.
Alle elezioni politiche del 2008 viene ricandidata al Senato tra le liste del Partito Democratico, dov'è rieletta nella circoscrizione Sicilia; la sua elezione ha creato qualche malumore all'interno del PD Siciliano, in quanto vista come uno dei candidati paracadutati dall'alto.
Tra ottobre 2006 e gennaio 2008, la Commissione Parlamentare per l'infanzia, tra indagini conoscitive, seminari, audizioni, atti di indirizzo ha toccato, tra l'altro, i temi della povertà minorile, delle adozioni, degli affidamenti e della chiusura degli istituti, dell'abuso e dei maltrattamenti sui minori, del bullismo, del rapporto tra i bambini, adolescenti e media, dell'obesità infantile, del latte materno, della scomparsa dei minori, della partecipazione dei bambini e degli adolescenti alle decisioni che li riguardano.
Nel 2007 viene eletta nell'Assemblea costituente del Partito Democratico e nella Commissione Valori.
Nel 2008 il segretario Veltroni le affida l'incarico di responsabile del PD per l'infanzia e l'adolescenza. Nel marzo 2009 riceve dal segretario Franceschini l'incarico di responsabile delle politiche familiari nell'ambito del Dipartimento educazione.
Nella XVI legislatura è senatrice e ricopre l'incarico di vicepresidente della Commissione parlamentare per l'infanzia. Ha presentato disegni di legge sui nidi, sul garante per l'infanzia, sulla musica giovanile, sulla carta d'identità per tutti i minori, sulle città d'arte, sull'innalzamento dell'età pediatrica, sui centri per le donne, sugli assistenti sociali, sui bambini e i media, sul tribunale per la famiglia, sulla responsabilità genitoriale, sulla cittadinanza ai minori stranieri, sull'uso a favore dell'infanzia dei beni confiscati alla mafia. È relatrice della proposta di legge sul garante dell'infanzia e dell'adolescenza approvata il 22 giugno 2011 dal Parlamento, dopo anni di rinvii e di testi contrastanti tra loro. Ha presentato il disegno di legge 3390 sul contrasto al femminicidio, sulla base del quale è iniziato il percorso della legge 119 approvata il 15 ottobre 2013.
Ha ricoperto l'incarico di Presidente del Forum infanzia e adolescenza del PD con la segreteria Bersani.
Attualmente è membro del Comitato media e minori ed è Presidente dell'Associazione LibeRe (Libertà Responsabilità).
Il 28 marzo 2022 è stata designata, congiuntamente dal ministro del lavoro e delle politiche sociali Andrea Orlando e dal ministro per le pari opportunità e la famiglia Elena Bonetti, coordinatrice nazionale del Piano per la Child Guarantee, incarico dal quale si dimette il 10 maggio 2023.

## Vita privata
È sposata dal 1993 con Piero Fassino, ex segretario dei Democratici di Sinistra dal 2001 al 2006, sottosegretario di Stato agli Affari Esteri, ministro della Repubblica dal 1998 al 2001, sindaco di Torino dal 2011 al 2016.